# ホットマン
『ホットマン』は、「週刊ヤングジャンプ」で連載されていたきたがわ翔の漫画。
原作は、週刊ヤングジャンプの1997年6・7号から2000年30号まで連載されていた。単行本はヤングジャンプ・コミックスで全15巻。
連載終了後、テレビドラマ化された。

## あらすじ
元不良で高校の美術教師をしている円造と、父親の違う4人の姉弟。そして、円造の娘・七海の6人を中心に家族の絆や成長を描いたストーリー。

## 登場人物

### 降矢家
降矢円造（ふりや えんぞう）
主人公。26歳。かつては不良であり、不規則な生活を繰り返していた。しかし、実娘の七海の存在を知り彼女がアトピーに罹患していたことから、自らの生活習慣を恥じ、猛勉強の末、美術教諭となるが、当初は持論を語り教科書を破るなど型破りだった。百合子が結婚・離婚を繰り返す奔放な女性だった為（円造が非行に走った原因でもある）、志麻・ひなた・灰二＆龍之介達ともそれぞれの父親が違う。彼自身の父親は百合子と結婚していた時は彼女の収入に頼るヒモだったが、離婚後にアイアン家具職人として才能を開花させて大金持ちとなる。
原作とドラマとでは容貌は異なり、原作ではがっちりした体形にスポーツ刈り、丸眼鏡という設定であったが、ドラマ版で主演を務めた反町隆史は長髪で髭を伸ばしておらず眼鏡もかけていなかった（反町自身が他のドラマで役作りのため髭を伸ばすことはあるが、このドラマではそのようなことはしなかった）。
原作では、ジャン・レノに似ていると自称し、周囲には「エンゾ」というあだ名で呼ばれるが、この名はもともとジャン・レノの出演作品のひとつである『グラン・ブルー』での役名である。
降矢七海（ふりや ななみ）
円造の娘（乳児期に降矢家の玄関前にゆりかごに入れられた状態で発見された事から母親が誰なのかは不明）、四つ葉のクローバーが好きな元気な女の子だが、アトピー性皮膚炎を患っている。
降矢志麻（ふりや しま）
円造の妹（降矢家長女）で会社員。23歳。会社でのあだ名は「サザエさん」。円造が家族を優先する体制を貫いているため、それに合わせて自身の感情を押さえて無理をしてしまう一面を持つ。
降矢ひなた（ふりや ひなた）
円造の妹（降矢家次女）で高校生。16歳。彼女だけ父親の連れ子であり、兄弟と血縁関係が無い。百合子にとって数少ない女友達の忘れ形見でもある。多感な性格で、大人の恋愛に憧れている。度々年上の男性にアプローチを掛けるが、その度に灰二から「男を見る目が無い」とからかわれている。また男勝りな面もあり、前述の理由から灰二とは度々口喧嘩をしている。
ドラマ版では、兄弟たちと血縁がある。
降矢灰二（ふりや はいじ）
円造の弟で中学生。龍之介の双子の兄。14歳。やんちゃな性格で円造を困らせる事が度々ある。美鈴のことが好きでしょっちゅう保健室へサボりに行っている。そのため成績は悪く、勉学のことは龍之介にいつも頼っている。また、やんちゃな性格をしているため、ひなたを始めとする強気な人物とは衝突することが多い。
ドラマ版では高校1年生。
降矢龍之介（ふりや りゅうのすけ）
円造の弟で中学生。14歳。灰二の双子の弟。真面目でおとなしい性格。成績優秀。部活には所属していないいわゆる帰宅部。授業をサボっている灰二とは対照的に学年主席になるほどの優等生。そのせいか友達がおらず、悩んでいる。栞集めや詩（特に石川啄木）を詠むのが趣味。
ドラマ版では高校1年生。

### 円造の関係者
金子美鈴（かねこ みすず）
円造の同僚教師。美人で学校内でも人気がある。円造が披露した健康薀蓄や優しい一面を見て、彼に恋情を抱くようになる。灰二からは積極的に、山川からはそれとなくアプローチを掛けられているがあまり気にしてはいない様子。
山川 浩一（やまかわ こういち）
円造の同僚の体育教師。年齢は32歳。独身。円造同様美鈴に気があり、それとなくアプローチを掛けている。彼女を巡る恋敵にあたる円造や灰二には突っ掛かり嫌味を言うが、いつも軽くいなされる。
藤田（ふじた）
円造の不良時代の後輩で、彼同様元不良だったが、現在は真っ当に自然食品店「ナチュラルフード」で働いている。七海が重度のアトピー性皮膚炎であるため、食品に気を遣っている降矢家には欠かせない存在。また食品以外にも様々なことでサポートしてくれている。
浜口（はまぐち）
円造の不良時代の後輩。藤田と異なり不良のまま成人し、ぼったくりバーやホストクラブの経営で生計を立てている。円造を自身の経営するバーに誘ったり、生活費に困っている際にバイトを紹介してくる。
吉田（よしだ）
円造が担任を務めるクラスの生徒。クラスで飼っているハムスターの世話に傾倒している。ある日突然、大人とはどんな存在なのか、死ぬとはどういうことなのかと考え込み、登校拒否になってしまう。
雪水（ゆきみ）
円造が不良時代に肉体関係を持った女性の内の一人。円造が尾久間の家に行った際に再会し、頻繁に接触してくるようになる。由貝からは虚言癖があるとまで言われる等、捉え所の無い性格をしている。

### 尾久間家
尾久間 刀記（おくま とうき）
沖縄出身の浅黒い肌をした青年。年齢は25歳。1度離婚しており、現在は雪水と呼ばれる女性と付き合っている。息子の前で平然と女性と行為に及ぶ等かなり明け透けな性格をしている。地元では有名なビーチバレーの選手をしていたが、現在は東京でスポーツジムのインストラクターをしている。 円造に助けられて以来、降矢家と交流を持つようになる。
尾久間 由貝（おくま ゆかい）
尾久間の息子の沖縄出身の少年。年齢は11歳。父とは対照的にしっかりとした性格をしており、自炊の腕前もなかなかのもの。また、目の前で父と雪水が行為に及んでいても、平然と勉学に励む等、非常に冷静な面も持っている。

### 円造の弟妹達の関係者
佐伯 尚幸（さえき なおゆき）
志麻が海の家で出会った高校生。年齢は18歳。趣味はバイクと、仲間達で自主製作映画を撮ること。母子家庭で育つ。役者になる夢を持っていたが、自分のために一所懸命に働く母親の姿を見て、これ以上苦労を掛けさせまいと夢を諦めた。料理が得意で、高校卒業後は調理師の資格を取る予定。
塚本 義政（つかもと よしまさ）
龍之介の同級生。父子家庭で育つ。成績は毎回学年2位で、学年主席の龍之介にはお互い友達が居ない等の理由で、仲良くしようと持ち掛ける。非常に真面目で勉強熱心な性格をしており、いじめに対しても真っ向から立ち向かうため、自身もいじめを受けることがある。父親のために良い高校に入ろうと頑張っているが、自分自身の指針は特に無い。
風間 渡（かざま わたる）
ひなたの通う高校の2年生。長身でスタイルの良い、バスケ部のエース。女は女らしく、男は男らしくという親の教えが嫌いで、ひなたの持つ男勝りな気の強さに惹かれ告白してくる。

### その他
川崎 四狼（かわさき しろう）
突如降矢家を訪れ、居候することを決めた、円造の父親を名乗る謎の老人。神出鬼没で性格はデリカシーに欠けており、七海を除く降矢家の住人からの印象は良くない。服装はシャツにズボンと普通の身なりだが、降矢家に高級な食事を奢る、車が必要な際にすぐ手配する、また常に「不破」と呼ばれる人物が周辺を警護している等、只ならぬ雰囲気をまとっている。
中谷 加世（なかたに かよ）
円造が路上で絵を描いていた際に出会った女性。実は円造の金を騙し取ろうと接触してきた犯罪者で、情報屋と共に汚い手口で外堀を埋め、徐々に円造に接触してくる。両親も存命だが、親子共々金にうるさい性格をしている。髭の生えた男性が好み。
井上 零二（いのうえ れいじ）
美鈴に好意を抱いて接触してきた男。人の物が自分の物より良く見えてしまうという思考の持ち主で、彼氏の居る女性を口説き落としては乗り換えるという行為を繰り返している。2歳の時に父親が再婚しており、家庭環境は良くない模様。
菅原（すがわら）
灰二と龍之介の父親。降矢家に気を遣ってくれている人物。息子達のためなら、資金援助も惜しまない心持ちで居るが、円造は百合子のことで父親達には頼らないで生活したいと考えているため、その度に断っている。
降矢百合子（ふりや ゆりこ）
円造達の共通の母親。職業は女優だった。無類の男好きで、結婚と離婚を繰り返す不安定な人生を送っていた。円造はあまり彼女のことをよく思っていない。作中ではすでに故人となっていて、回想にのみ登場する。

## 書誌情報

### 単行本
全巻 ヤングジャンプ コミックス
1. 1997年6月発売、ISBN 4-08-875525-1
2. 1997年9月発売、ISBN 4-08-875560-X
3. 1997年12月発売、ISBN 4-08-875599-5
4. 1998年3月発売、ISBN 4-08-875625-8
5. 1998年5月発売、ISBN 4-08-875647-9
6. 1998年8月発売、ISBN 4-08-875684-3
7. 1998年11月発売、ISBN 4-08-875720-3
8. 1999年2月発売、ISBN 4-08-875755-6
9. 1999年5月発売、ISBN 4-08-875783-1
10. 1999年8月発売、ISBN 4-08-875810-2
11. 1999年11月発売、ISBN 4-08-875847-1
12. 2000年2月発売、ISBN 4-08-875877-3
13. 2000年5月発売、ISBN 4-08-876024-7
14. 2000年8月発売、ISBN 4-08-876051-4
15. 2000年10月発売、ISBN 4-08-876068-9

### 文庫版
全巻 集英社文庫
1. 2004年9月17日発売、ISBN 4-08-618250-5
2. 2004年9月17日発売、ISBN 4-08-618251-3
3. 2004年9月17日発売、ISBN 4-08-618252-1
4. 2004年9月17日発売、ISBN 4-08-618253-X
5. 2004年10月15日発売、ISBN 4-08-618254-8
6. 2004年10月15日発売、ISBN 4-08-618255-6
7. 2004年11月18日発売、ISBN 4-08-618256-4
8. 2004年11月18日発売、ISBN 4-08-618257-2
9. 2004年12月14日発売、ISBN 4-08-618258-0
10. 2004年12月14日発売、ISBN 4-08-618259-9

### その他
ヤングジャンプ コミックス
- ホットマン2003 愛蔵版 きたがわ翔短編集　2003年6月発売、ISBN 4-08-782793-3

## テレビドラマ
2003年4月10日から6月19日まで毎週木曜日21時 - 21時54分に、TBSテレビ系で放送された。主演は反町隆史。
2004年4月14日には、「水曜プレミア」枠で『ホットマン'04春スペシャル』が放送された。
さらに、『ホットマン2』が、2004年10月7日から12月23日まで毎週木曜日22時 - 22時54分に放送された。
ロケ地の多くが神奈川県横浜市(大半が神奈川区・西区・中区)や戸塚区・泉区・横須賀市で使われた。
TBS系列局が無い秋田県では日本テレビ系列の秋田放送で放送された。
2022年からParaviで全話配信が始まった。

### 概要
パート2では、長女の志麻役が小西真奈美から伊東美咲に代わり、また、新キャストに白石美帆などが加わった。
前シーズンで矢田亜希子が演じていたメインヒロイン「金子美鈴」は登場せず、特に経緯も明かされぬまま両シーズン間隔期間中に主人公と別れているという設定とされた。

### ストーリー
パート2
あれから2年後、降矢家の兄弟たちは、それぞれ新しい生活を送っていた。ある日、円造は長女の志麻が経営していた自然食品の店がうまくいかずに多額の借金を作り、東京の降矢家の実家を売却していることを知る。家族別々に暮らしたことを後悔した円造は、また家族全員で暮らそうと考え、妹や弟たちに協力を求めるのだが…。

### キャスト
降矢家
- 降矢円造 - 反町隆史
- 降矢志麻 - 小西真奈美（パート1、スペシャル） ⇒ 伊東美咲（パート2）
- 降矢ひなた - 市川由衣
- 降矢灰二 - 斉藤祥太
- 降矢龍之介 - 斉藤慶太
- 降矢七海 - 山内菜々（現・日向ななみ）

金子家
- 金子美鈴 - 矢田亜希子（パート1、スペシャルのみ）
- 金子君江 - 岩本多代（スペシャル）
- 金子誠一 - 夏八木勲（スペシャル）

藤田家
- 藤田園子 - 久我陽子（パート1のみ）
- 藤田将人 - 平沼紀久

その他
- 尾久間刀記 - 深水元基
- 坂本雪水 - 黒谷友香
- 川崎四狼 - 竜雷太（パート1　8,9話）
- 竜子ママ - 山素由湖
- 降矢百合子 ‐ 一柳みる（写真出演）

その他（パート1）
- 秋川さつき - 沢尻エリカ
- 佐伯尚幸 - 速水もこみち（スペシャルのみ）
- 泉（課長） - 小木茂光（10,11話）
- 谷山（所長） - 二瓶鮫一
- 北條秀樹 - 林泰文（3話〜6話まで）

その他（パート2）
- 大月あやめ - 白石美帆
- 千葉るみ子 - 安倍麻美
- 池上オサム - 眞木大輔（EXILE）
- 水澤いちご - 美山加恋
- 日高かずえ - 紺野まひる
- 鶴田健太 - 佐藤二朗
- 青沼純一郎 - 遠山俊也
- 水澤貴美子 - 高橋ひとみ
- 小田切達也 - 松田悟志
- 森谷夕子 - 石橋奈美
- 三上修一 - 涼平（現：小田井涼平）

### スタッフ
- パート1
  - 原作 - きたがわ翔 「ホットマン」（集英社・ヤングジャンプ連載）
  - 脚本 - 樫田正剛
  - 演出 - 中島悟、位部将人
  - 主題歌 - EXILE「Together」（rhythm zone）
  - 挿入歌 - YeLLOW Generation「うたかた」（DefSTAR RECORDS）
  - 技術 - ㈱東通
  - プロデューサー - 松井洋子（アベクカンパニー）
  - 製作 - AVEC、TBS
- パート2
  - 原作 - きたがわ翔（集英社ヤングジャンプ・コミックス刊）
  - 脚本 - 樫田正剛、大石哲也
  - 演出 - 中島悟、飯島真一、位部将人（アベクカンパニー）、楠田泰之
  - 主題歌 - EXILE「HERO」（rhythm zone）
  - 挿入歌 - 椿「あなたがいるだけで」（東芝EMI）
  - 編成担当 - 坂本香(TBS)
  - 技術 - ㈱東通
  - プロデューサー - 江口正和（アベクカンパニー）
  - 製作 - TBS、アベクカンパニー

### 放送日程

#### パート1（2003年）
- 初回は15分拡大（21時 - 22時9分）。
- 視聴率はクール1位。

| 各話                                                        | 放送日        | サブタイトル       | 脚本     | 演出     | 視聴率 |
| ----------------------------------------------------------- | ------------- | ------------------ | -------- | -------- | ------ |
| 第1話                                                       | 2003年4月10日 | 異父姉弟と愛娘     | 樫田正剛 | 中島悟   | 17.4%  |
| 第2話                                                       | 4月17日       | 亡母の遺産と誤算   | 樫田正剛 | 中島悟   | 14.6%  |
| 第3話                                                       | 4月24日       | 降矢家に恋の嵐!?   | 樫田正剛 | 中島悟   | 13.9%  |
| 第4話                                                       | 5月01日       | 家族全員が危機一髪 | 樫田正剛 | 位部将人 | 12.7%  |
| 第5話                                                       | 5月08日       | 悲しい誕生日会     | 樫田正剛 | 位部将人 | 13.7%  |
| 第6話                                                       | 5月15日       | 降矢家、炎上!?     | 樫田正剛 | 中島悟   | 13.8%  |
| 第7話                                                       | 5月22日       | 降矢家崩壊の危機   | 樫田正剛 | 中島悟   | 14.8%  |
| 第8話                                                       | 5月29日       | 親父とは認めない   | 樫田正剛 | 位部将人 | 12.8%  |
| 第9話                                                       | 6月05日       | 俺を残して死ぬな   | 樫田正剛 | 中島悟   | 14.9%  |
| 第10話                                                      | 6月12日       | 七海の母親発見!?   | 樫田正剛 | 位部将人 | 14.1%  |
| 最終話                                                      | 6月19日       | 理想の父親とは?    | 樫田正剛 | 中島悟   | 14.2%  |
| 平均視聴率 14.26%（視聴率は関東地区・ビデオリサーチ社調べ） |               |                    |          |          |        |

#### 04春スペシャル
| 放送日        | サブタイトル              | 脚本     | 演出   | 視聴率 |
| ------------- | ------------------------- | -------- | ------ | ------ |
| 2004年4月14日 | ホットマン'04春スペシャル | 樫田正剛 | 中島悟 | 13.6%  |

#### パート2（2004年）
- 初回は15分拡大（22時 - 23時9分）。

| 各話                                                        | 放送日         | サブタイトル     | 脚本     | 演出     | 視聴率 |
| ----------------------------------------------------------- | -------------- | ---------------- | -------- | -------- | ------ |
| 第1話                                                       | 2004年10月07日 | -                | 樫田正剛 | 中島悟   | 12.2%  |
| 第2話                                                       | 10月14日       | 一人ぼっちの七海 | 樫田正剛 | 中島悟   | 13.2%  |
| 第3話                                                       | 10月21日       | 七海と給食の秘密 | 樫田正剛 | 飯島真一 | 10.2%  |
| 第4話                                                       | 10月28日       | いちごはお友だち | 樫田正剛 | 位部将人 | 10.6%  |
| 第5話                                                       | 11月04日       | 思い出を作ろう   | 樫田正剛 | 中島悟   | 12.1%  |
| 第6話                                                       | 11月11日       | 家族の誇り       | 樫田正剛 | 飯島真一 | 13.5%  |
| 第7話                                                       | 11月18日       | 妹がなくしたもの | 樫田正剛 | 位部将人 | 08.4%  |
| 第8話                                                       | 11月25日       | 姉がいない家     | 樫田正剛 | 中島悟   | 09.8%  |
| 第9話                                                       | 12月02日       | 七海のママは誰?  | 樫田正剛 | 楠田泰之 | 09.3%  |
| 第10話                                                      | 12月09日       | 七海の恩返し     | 大石哲也 | 位部将人 | 09.2%  |
| 第11話                                                      | 12月16日       | 結婚する弟へ     | 樫田正剛 | 楠田泰之 | 08.2%  |
| 最終話                                                      | 12月23日       | 降矢家のHERO     | 樫田正剛 | 中島悟   | 07.8%  |
| 平均視聴率 10.37%（視聴率は関東地区・ビデオリサーチ社調べ） |                |                  |          |          |        |

### DVD・ビデオ
- HOTMAN DVD-BOX
- HOTMAN ビデオ全6巻
- HOTMAN2 DVD BOX

### 受賞歴
- 第37回ザテレビジョンドラマアカデミー賞[1]
  - 新人俳優賞（山内菜々）
- 第13回TVLIFEドラマ大賞
  - 助演女優賞（矢田亜希子）